# Budova CUBE
Budova CUBE (celým názvem CUBE Office Center, dříve Koospol) je brutalistická kancelářská budova u Evropské třídy ve Vokovicích v Praze 6, poblíž Šáreckého údolí. Byla postavena v roce 1977. Sedmipatrový komplex má užitnou plochu přibližně 20 000 m².

## Historie

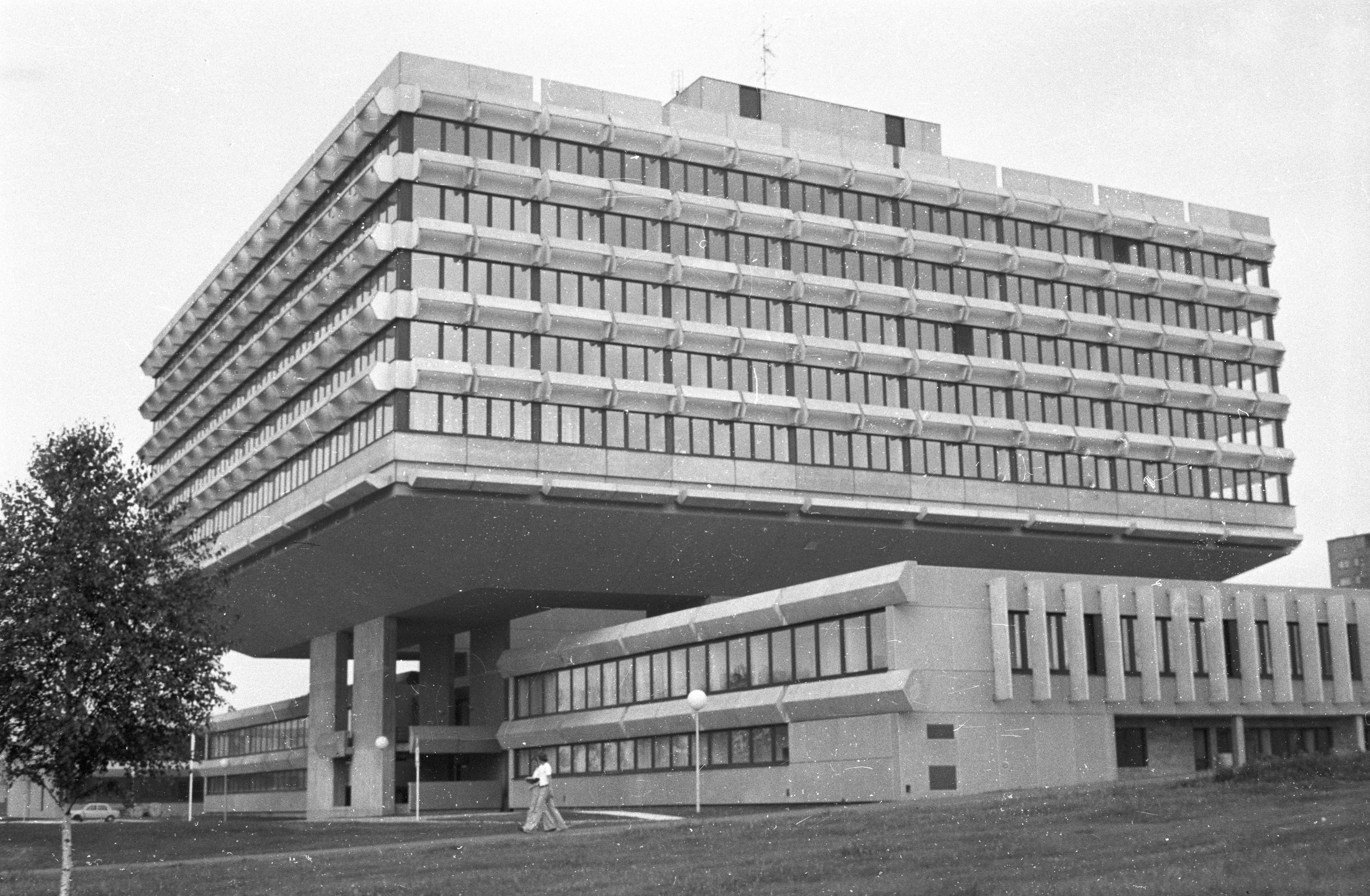
Budova těsně po roce 1977

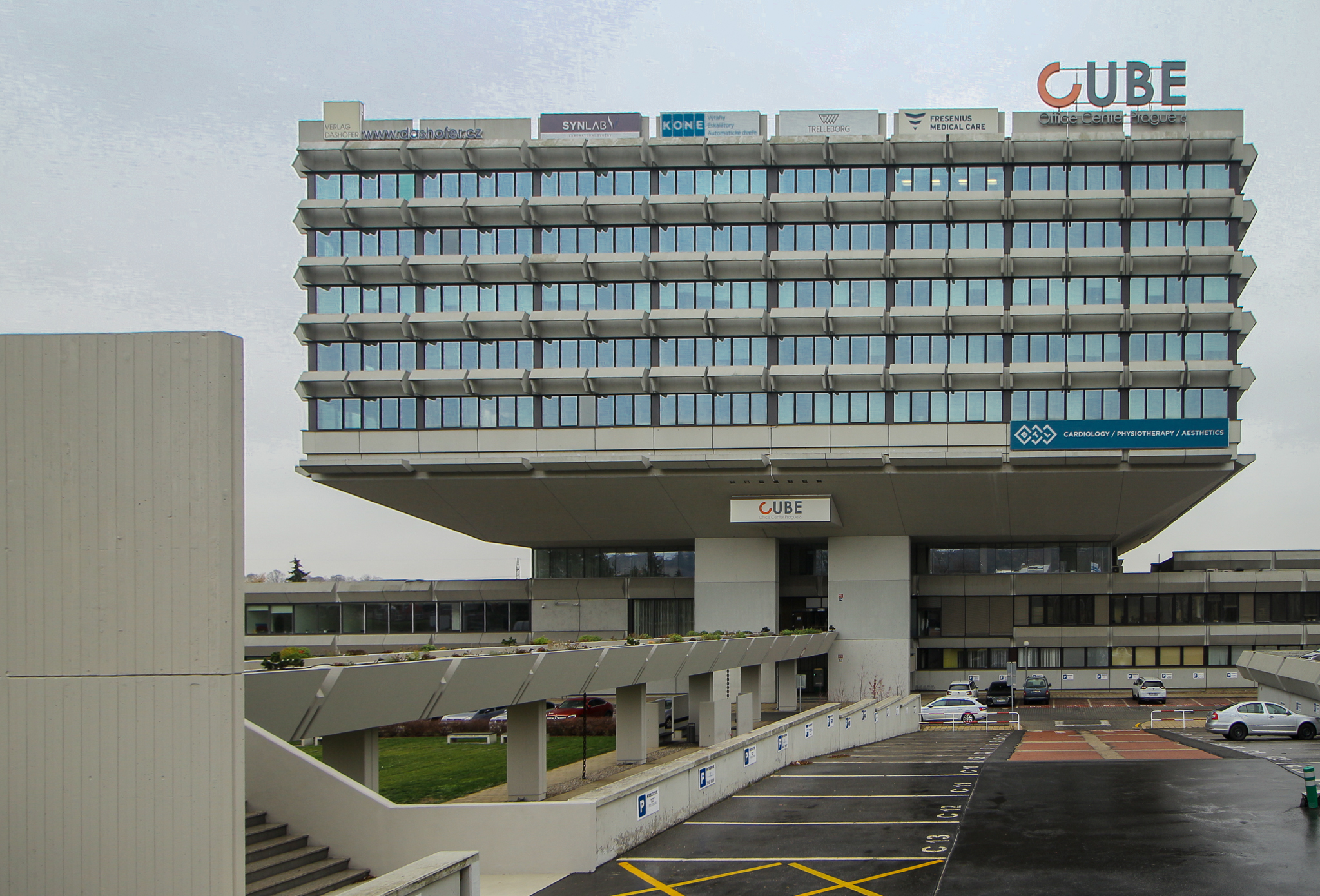
Budova Cube v roce 2018

Dne 14. srpna 1974 vypukl požár Veletržního paláce v Praze, kde sídlila většina podniků zahraničního obchodu. Jako náhrada jim byly vystavěny nové budovy po celé Praze. Pro PZO Koospol, který obchodoval především s potravinami, byla postavena budova ve Vokovicích mezi roky 1975 až 1977. Architekty tohoto komplexu jsou Stanislav Franc, Jan Nováček a Vladimír Fencl.
Po změně režimu v Československu a zániku PZO v budově sídlily nadnárodní firmy T-Mobile a Citibank. Ty se však odsud později odstěhovaly a komplex nyní (2017) slouží menším firmám. Mezi roky 2010 až 2011 proběhla přestavba za 75 milionů korun, díky které byla budova zrenovována a zmodernizovány vnitřní prostory. Investorem byla americká realitní firma Pramerica.

## Ve filmu
Původní (nedochovaná) recepce a vestibul budovy jsou k vidění ve filmu Šéfe, to je věc! (1982).